# Érsekhalma
Érsekhalma (kroatiska: Loma) är en ort (by) i provinsen Bács-Kiskun i södra Ungern. Orten har 536 invånare (2024), på en yta av 27,56 km². Den ligger cirka 23 kilometer nordost om Baja.